# 巴拉希耶
巴拉希耶（Barahiya），是印度比哈尔邦Lakhisarai县的一个城镇。总人口39745（2001年）。

## 人口
该地2001年总人口39745人，其中男性21073人，女性18672人；0—6岁人口6012人，其中男3089人，女2923人；识字率52.66%，其中男性为60.29%，女性为44.04%。